# Manton, Lincolnshire
Manton är en ort och civil parish i Storbritannien.   Den ligger i kommunen North Lincolnshire och riksdelen England, i den sydöstra delen av landet, 220 km norr om huvudstaden London.